# مویانو (سیتیا دلا پیوی)
مویانو (به ایتالیایی: Moiano) یک منطقهٔ مسکونی در ایتالیا است که در چیتا دلا پیوه واقع شده‌است. مویانو ۸۱۵ نفر جمعیت دارد و ۲۶۱ متر بالاتر از سطح دریا واقع شده‌است.